# Jumbo Comics
Jumbo Comics fue una revista de historietas estadounidense de propiedad de Fiction House que fue fundada en 1938. Su elaboración, producción y edición fue encargada por esta casa editorial a Eisner-Iger Studio. Se publicó con periodicidad variable desde 1938 hasta 1953 con un total de 167 números. Fue en esta publicación donde apareció por primera vez Sheena, Reina de la Selva, siendo un personaje recurrente durante cada número de la revista.